# Bothriembryon praecelsus
Espèce
Statut de conservation UICN

 EN : En danger
Bothriembryon praecelsus est une espèce de mollusques gastéropodes terrestres et d'escargots de terre tropical de la famille des Bothriembryontidae.

## Distribution
Cette espèce est endémique de l'Australie Occidentale.